# Splitting Up Together
Niedorozwiedzeni (ang. Splitting Up Together) – amerykański serial telewizyjny wyprodukowany przez A Very Good Production, Piece of Pie Productions oraz  Warner Bros. Television, który jest luźną adaptacją duńskiego serialu "Bedre skilt end aldrig" autorstwa Mette Heeno. Serial jest emitowany od 27 marca 2018 roku na ABC.
11 maja 2019 roku, stacja ABC ogłosiła zakończenie produkcji serialu po dwóch sezonach.
Serial opowiada o małżeństwie, które po rozwodzie zdecydowanie lepiej się dogaduje.
Serial był emitowany w Comedy Central pod tytułem "Niedorozwiedzeni" od 5 sierpnia 2019 roku do 21 sierpnia 2019 roku.

## Obsada

### Główna
- Jenna Fischer jako Lena[3]
- Oliver Hudson jako Martin[4]
- Bobby Lee jako Arthur
- Diane Farr jako Maya[5]
- Lindsay Price jako Camille
- Olivia Keville jako Mae
- Van Crosby jako Mason
- Sander Thomas jako Milo

### Drugoplanowe
- Kelsey Asbille jako Charlotte
- Trent Garrett jako Wes
- Geoff Pierson jako Henry[6]

## Odcinki
| Sezon | Odcinki | Oryginalna emisja w ABC | Oryginalna emisja w ABC | Oryginalna emisja w Comedy Central | Oryginalna emisja w Comedy Central | Oryginalna emisja w Comedy Central |
| Sezon | Odcinki | Premiera sezonu         | Finał sezonu            | Premiera sezonu                    | Finał sezonu                       |                                    |
| ----- | ------- | ----------------------- | ----------------------- | ---------------------------------- | ---------------------------------- | ---------------------------------- |
| 1     | 8       | 27 marca 2018           | 22 maja 2018            | 5 sierpnia 2019                    | 8 sierpnia 2019                    |                                    |
| 2     | 18      | 16 października 2018    | 9 kwietnia 2019         | 9 sierpnia 2019                    | 21 sierpnia 2019                   |                                    |

### Sezon 1 (2018)
| # | Nr | Tytuł                             | Reżyseria      | Scenariusz       | Premiera w ABC   | Premiera w Comedy Central |
| - | -- | --------------------------------- | -------------- | ---------------- | ---------------- | ------------------------- |
| 1 | 1  | Pilot                             | Dean Holland   | Emily Kapnek     | 27 marca 2018    | 5 sierpnia 2019           |
| 2 | 2  | Devil May Care                    | Dean Holland   | Emily Kapnek     | 3 kwietnia 2018  | 5 sierpnia 2019           |
| 3 | 3  | Street Meat                       | Dean Holland   | Brian Rubenstein | 10 kwietnia 2018 | 6 sierpnia 2019           |
| 4 | 4  | Soups Jealous                     | Helen Hunt     | Brian Gallivan   | 17 kwietnia 2018 | 6 sierpnia 2019           |
| 5 | 5  | Nevertheless... She Went Clubbing | Dean Holland   | Neel Shah        | 1 maja 2018      | 7 sierpnia 2019           |
| 6 | 6  | Letting Ghost                     | Jay Karas      | Emma Barrie      | 8 maja 2018      | 7 sierpnia 2019           |
| 7 | 7  | Star of Milo                      | Morgan Sackett | Ally Israelson   | 15 maja 2018     | 8 sierpnia 2019           |
| 8 | 8  | Heat Wave                         | Dean Holland   | Emily Kapnek     | 22 maja 2018     | 8 sierpnia 2019           |

### Sezon 2 (2018-2019)
| #  | Nr | Tytuł                      | Reżyseria        | Scenariusz                  | Premiera w ABC       | Premiera w Comedy Central |
| -- | -- | -------------------------- | ---------------- | --------------------------- | -------------------- | ------------------------- |
| 9  | 1  | Sign Language              | Dean Holland     | Emily Kapnek                | 16 października 2018 | 9 sierpnia 2019           |
| 10 | 2  | Asking for a Friend        | Michael Engler   | Sierra Ornelas              | 23 października 2018 | 9 sierpnia 2019           |
| 11 | 3  | Freaks & Creaks            | Dean Holland     | Owen Ellickson              | 30 października 2018 | 12 sierpnia 2019          |
| 12 | 4  | War of the Wagners         | Adam Davidson    | Brian Gallivan              | 13 listopada 2018    | 12 sierpnia 2019          |
| 13 | 5  | Yes, Deer                  | Dean Holland     | Brian Rubenstein            | 20 listopada 2018    | 13 sierpnia 2019          |
| 14 | 6  | Glowing Pains              | Dean Holland     | Ally Israelson              | 27 listopada 2018    | 13 sierpnia 2019          |
| 15 | 7  | Paige Turner               | Dean Holland     | Sierra Ornelas              | 4 grudnia 2018       | 14 sierpnia 2019          |
| 16 | 8  | Messy                      | Jay Karas        | Emma Barrie                 | 11 grudnia 2018      | 14 sierpnia 2019          |
| 17 | 9  | Contact High               | Dean Holland     | Emma Barrie                 | 8 stycznia 2019      | 15 sierpnia 2019          |
| 18 | 10 | China-Curious              | Maggie Carey     | Ally Israelson              | 15 stycznia 2019     | 15 sierpnia 2019          |
| 19 | 11 | Baby's First Job Interview | Daniella Eisman  | Brian Rubenstein            | 22 stycznia 2019     | 16 sierpnia 2019          |
| 20 | 12 | Luv Ya 2                   | Michael McDonald | Emma Barrie, Owen Ellickson | 12 lutego 2019       | 16 sierpnia 2019          |
| 21 | 13 | Everything's Okay          | Dean Holland     | Alex Blagg, Emily Kapnek    | 19 lutego 2019       | 19 sierpnia 2019          |
| 22 | 14 | Annie, Are You Okay?       | Michael McDonald | Ally Israelson              | 26 lutego 2019       | 19 sierpnia 2019          |
| 23 | 15 | The Pump Station           | Michael McDonald | Brian Rubenstein            | 19 marca 2019        | 20 sierpnia 2019          |
| 24 | 16 | Melancholicky              | Maggie Carey     | Emma Barie                  | 26 marca 2019        | 20 sierpnia 2019          |
| 25 | 17 | Go Out the Lights          | Jay Karas        | Sierra Ornelas, Alex Blagg  | 2 kwietnia 2019      | 21 sierpnia 2019          |
| 26 | 18 | Welcome Home               | Dean Holland     | Owen Ellickson              | 9 kwietnia 2019      | 21 sierpnia 2019          |

## Produkcja
Na początku lutego 2017 roku, stacja ABC ogłosiła zamówienie pilotowego odcinka komediowego od  Emily Kapnek i Ellen DeGeneres.
W tym samym miesiącu poinformowano, że jedną z głównych ról zagra Jenna Fischer.
Na początku marca 2017 roku, ogłoszono, że Oliver Hudson wcieli się w rolę byłego męża Leny, Martina.
W tym samym miesiącu, Diana Farr dołączyła do obsady serialu.
12 maja 2017 roku, stacja ABC ogłosiła zamówienie pierwszego sezonu, który zadebiutuje w sezonie telewizyjnym 2017/2018.
W połowie listopada 2017 roku, poinformowano, że Geoff Pierson będzie powracał w serialu jako Henry.
12 maja 2018 roku, stacja ABC ogłosiła zamówienie drugiego sezonu.